# BSG Stahl Leegebruch
Die BSG Stahl Leegebruch war eine Betriebssportgemeinschaft der Sportvereinigung Stahl im Dorf Leegebruch nördlich von Berlin.

## Geschichte
Die BSG gewann im Jahr 1972 im Rugby-Union die DDR-Meisterschaft. 1968 und 1970 war man bereits auf den 2., 1971, 1973, 1974 und 1976 auf den 3. Tabellenrang gekommen. 1975 verlor die Mannschaft das Finale um den Pokal des DRSV gegen die SG Dynamo Potsdam in Berlin 11:23 Trotz vieler Jahre als Spitzenmannschaft wurde nicht ein einziger Spieler der BSG in die Rugby-Union-Nationalmannschaft der DDR berufen.